# Pottingeria acuminata
Pottingeria acuminata är en benvedsväxtart som beskrevs av David Prain. Pottingeria acuminata ingår i släktet Pottingeria och familjen Celastraceae. Utöver nominatformen finns också underarten P. a. latifolia.